# محمدحسین منصور
محمدحسین منصور سیاست‌مدار ایرانی بود، که در دوره بیست و چهارم مجلس شورای ملی بعنوان نماینده تفرش از استان مرکزی در مجلس شورای ملی حضور داشت.